# Kecskeméti Tibor
Kecskeméti Tibor (Abaújszántó, 1930. szeptember 2. –)  geológus, Pulszky Ferenc-díjas természettudományi muzeológus, a Magyar Természettudományi Múzeum nyugalmazott főigazgató-helyettese.

## Életrajz
Az Eötvös Loránd Tudományegyetem Természettudományi Karán szerzett biológia-földrajz szakos tanári diplomát 1953-ban, majd geológus részképzésen vett részt 1955-ben. Egyetemi doktori fokozatát 1960-ban szerezte meg az ELTE-n, 1983-ban a földtudomány kandidátusa lett. Tudományos munkája során az eocén nagyforaminiferákkal, elsősorban a Nummulitesekkel foglalkozott. Jelentős új eredményeket ért el a magyarországi, elsősorban dunántúli-középhegységi eocén képződmények rétegtanával, korrelációjával és ősföldrajzával kapcsolatban is.
Az egyetem befejezése után egy évig dolgozott a Magyar Állami Földtani Intézetben tudományos munkatársként (1953-1954), szakmai pályafutása azonban szinte teljes egészében a Magyar Természettudományi Múzeumhoz kötődött. 1954-től napjainkig végigjárta a múzeumi ranglétra teljes spektrumát: segédmuzeológus, muzeológus, csoportvezető, főosztályvezető-helyettes (1954-1986), főosztályvezető (1986-1987), főigazgató-helyettes (1987-1999). A Magyar Földtani Társulat Őslénytani-Rétegtani Szakosztályának vezetőségi tagja volt 1963 és 1978 között, majd több cikluson keresztül a Szakosztály elnöke (1979-1990). A Magyarhoni Földtani Társulat választmányának tagja 1979 óta, 1991 és 1994 között egy kifejezetten nehéz időszakban a Társulat elnöke, majd 1994 óta a Társulat tiszteleti tagja. Szintén vezető szerepet játszik a Társulat Tudománytörténeti Szakosztályának munkájában.
Kiemelkedő szakmai munkája elismeréseként a Magyar Rétegtani Bizottság Eocén Albizottságának két és fél évtizedig elnöke (1986-2010), a Nemzetközi Rétegtani Bizottság Paleogén Albizottságának pedig magyar képviselője volt 1978-tól.
1995-től 2009-ig az Országos Múzeumi Tanács Elnöke, 2000-től a kultúráért felelős minisztérium (NKÖM, NEFMI) Természettudományi Szakfelügyeletének vezetője. Szakfelügyelői munkája révén számos vidéki múzeum természettudományi gyűjteményének az életben tartásához és fejlesztéséhez járult hozzá. Évtizedeken keresztül aktív szerepet vállalt a Természettudományos Muzeológusok Találkozójának szervezésében, hozzásegítve elsősorban a vidéken dolgozó kollégákat a folyamatos kapcsolattartáshoz. Szintén fontos szerepet töltött be a természettudományi preparátorképzés lebonyolításában.
Évtizedeken keresztül végzett aktív egyetemi oktatómunkát. Az ELTE Természettudományi Karán 1965 óta tart évi rendszerességgel speciális kollégiumokat a harmadidőszaki nagyforaminiferákról, 1985 óta az ELTE címzetes egyetemi docenseként. A Debreceni Egyetem Földtudományi Doktori Iskolájában a 2000-es években Geomuzeológia kurzusokat tartott, míg az ELTE Bölcsészettudományi Karán évek óta közreműködik a muzeológia szakos hallgatók képzésében. Egész életében nagy erőfeszítéseket tett a tudományos ismeretterjesztés művelése terén. Több száz ismeretterjesztő írás mellett számos kötet szerkesztése fűződik a nevéhez. 1975 óta az egyik legpatinásabb hazai ismeretterjesztő folyóirat, a Természet Világa szerkesztőbizottságának a tagja.

### Díjak és kitüntetések
- 1985: MTESZ díj
- 1990: Móra Ferenc-emlékérem
- 2000: Széchényi Ferenc-díj
- 2002: Bugát-Szentágothai-díj
- 2015: Pulszky Ferenc-díj